# Włodarka (przystanek kolejowy)
Włodarka  – nieczynny przystanek gryfickiej kolei wąskotorowej we Włodarce, w województwie zachodniopomorskim. Przystanek został zamknięty w 1999 roku.